# Vampire Wars
Vampire Wars (ヴァンパイヤー戦争?, Vanpaiyaa Sensou) è un anime del 1991 prodotto da Toei Animation e diretto da Kazuhisa Takenouchi. L'original anime video è tratto da un manga di Kiyoshi Kasai. L'anime è uscito anche negli Stati Uniti, in Gran Bretagna, in Spagna e in Italia.

## Doppiaggio
| Personaggi     | Voce giapponese   |
| -------------- | ----------------- |
| Kuki Kosaburo  | Masashi Sugawara  |
| Milcea Millere | Shūichi Ikeda     |
| Kiki/Lamia     | Yuka Koyama       |
| Bellboy        | Hikaru Midorikawa |
| Muraki         | Kaneto Shiozawa   |
| Mirucha        | Masaru Ikeda      |
| Charlie Milan  | Takeshi Aono      |
| George Lazare  | Toshiya Ueda      |
| Brigit         | Yuko Mita         |